# Skede, Vetlanda kommun
Skede är en tätort i Vetlanda kommun i Jönköpings län, kyrkort i Skede socken.

## Befolkningsutveckling
| Befolkningsutvecklingen i Skede 1950–2020                                            | Befolkningsutvecklingen i Skede 1950–2020 | Befolkningsutvecklingen i Skede 1950–2020 | Befolkningsutvecklingen i Skede 1950–2020 | Befolkningsutvecklingen i Skede 1950–2020 |
| ------------------------------------------------------------------------------------ | ----------------------------------------- | ----------------------------------------- | ----------------------------------------- | ----------------------------------------- |
|                                                                                      |                                           |                                           |                                           |                                           |
| År                                                                                   |                                           |                                           | Folkmängd                                 | Areal (ha)                                |
| 1950                                                                                 | 1950                                      |                                           | 398                                       | ##                                        |
| 1960                                                                                 | 1960                                      |                                           | 277                                       |                                           |
| 1965                                                                                 | 1965                                      |                                           | 300                                       |                                           |
| 1970                                                                                 | 1970                                      |                                           | 339                                       |                                           |
| 1975                                                                                 | 1975                                      |                                           | 358                                       |                                           |
| 1980                                                                                 | 1980                                      |                                           | 373                                       |                                           |
| 1990                                                                                 | 1990                                      |                                           | 370                                       | 59                                        |
| 1995                                                                                 | 1995                                      |                                           | 336                                       | 59                                        |
| 2000                                                                                 | 2000                                      |                                           | 334                                       | 59                                        |
| 2005                                                                                 | 2005                                      |                                           | 345                                       | 59                                        |
| 2010                                                                                 | 2010                                      |                                           | 304                                       | 59                                        |
| 2015                                                                                 | 2015                                      |                                           | 289                                       | 86                                        |
| 2020                                                                                 | 2020                                      |                                           | 297                                       | 92                                        |
| Anm.: 1950 som Skede med Hällaryd. ## Som tätort/befolkningsagglomeration 1920–1950. |                                           |                                           |                                           |                                           |